# Republiek van de Zeven Eilanden
De Republiek van de Zeven Eilanden (Grieks: Επτάνησος Πολιτεία, Heptanēsos Politeia; Italiaans: Repubblica Settinsulare; Osmaans: جزاييرى صباى موجتميا جومهورو , ezayir-i Seb'a-i Müctemia Cümhuru) was een eilandstaat die bestond van 1800 tot 1807. De republiek stond onder Ottomaanse suzereiniteit, maar was in feite een Russisch protectoraat. Deze staat volgde de Franse departementen in Griekenland op. Het was de eerste Griekse politieke entiteit na de Val van Constantinopel.
De zeven eilanden van de republiek waren de zeven Ionische Eilanden:
- Kerkyra (Corfu)
- Paxi (Paxos)
- Lefkada (Leucada/Santa Maura)
- Kefalonia (Cephalonia)
- Ithaka (Ithaca)
- Zakynthos (Zante)
- Kythira (Cythera/Cerigo)

## Geschiedenis

### Voorgeschiedenis: Franse bezetting
Voor de Franse revolutionaire en napoleontische oorlogen waren de Ionische Eilanden een onderdeel van de republiek Venetië. Toen de Venetiaanse Republiek in 1797 met de Vrede van Campo Formio werd opgeheven, annexeerde Frankrijk de gebieden en maakte er departementen van: de Franse departementen in Griekenland.
De eilanden werden deel van de departementen Corcyre, Ithaque en Mer-Égée. De aankomst van de Fransen kon op veel enthousiasme rekenen bij de inwoners van de eilanden. Zij verbrandden de Venetiaanse Libro d'Oro, schaften de aristocratische privileges af en namen de Franse grondwet van 1795 aan.
Tijdens Franse heerschappij werden Korfoe verder versterkt. Tegen het einde van de 18e eeuw was de stad het sterkste fort van Europa, met meer dan duizend Franse kanonnen op de muren.
Ondanks verschillende progressieve maatregelen die werden aangenomen onder de Fransen, zorgden zware belastingen en uitspattingen van het Franse leger ervoor dat de bevolking zich tegen hen keerde. Deze gevoelens werden gebruikt door een Russisch-Ottomaanse alliantie om de Franse van de eilanden te verdrijven tussen 1798 en 1799. In maart 1799 viel Korfoe-stad na een beleg van vier maanden.

### Republiek van de Zeven Eilanden
De veroveraars stichtten de Republiek van de Zeven Eilanden. In 1807 werden de eilanden wederom geannexeerd door de Fransen (Vrede van Tilsit) en gingen na de Vrede van Schönbrunn deel uitmaken van de Illyrische Provincies.
In 1809 versloeg Groot-Brittannië de Franse vloot bij Zakynthos op 2 oktober en veroverde de meeste van de Ionische Eilanden. Het Congres van Wenen besloot de eilanden onder Britse protectie te plaatsen. Op 28 mei 1864 werden de eilanden aan Griekenland overgedragen.

## Talen
De officiële taal was eerst Italiaans. In 1803 kreeg het Grieks ook deze status. Gedurende de Venetiaanse periode werd het Italiaans gebruikt voor officiële aangelegenheden. Het werd echter ook gesproken in de steden. Op het platteland bleef men Grieks praten. Op Kefalonia had een grote aantal mensen het Italiaans als moedertaal.
De grondwet van de republiek werd in het Grieks geprint in Constantinopel. Hierbij werden veel Italiaanse leenwoorden gebruikt voor technische termen. De tweede grondwet werd echter wel in het Italiaans opgesteld. Dit document werd ingeleid door de tekst: "Het nobele, rijke en harmonieuze Helleense dialect, nadat te zijn verbannen door de Venetianen, moet teruggehaald worden in het gebied en moet de taal van de administratie en de taal van de actieve bevolking worden." Dit werd zo belangrijk geacht dat het zelfs een apart artikel kreeg in de grondwet (artikel 211). Volgens dit artikel zou Grieks Italiaans moeten vervangen als belangrijkste taal in het jaar 1820.

## Religie
De meeste bewoners van de eilanden waren christenen, met een klein aantal joden op Korfoe, Zakynthos en Kefalonia. De meerderheid van de christenen waren  Grieks-orthodox. Er was echter ook een aanzienlijk aantal katholieken, vooral op Korfoe, Zakynthos en Kefalonia. De grondwet van 1803 erkende het orthodox christendom als de dominante religie. Het document vermeldde evenwel de erkenning en bescherming van katholieken. De grondwet voorzag ook de voorrechten van joden.